# یواس‌اس سراپیس (آی‌ایکس-۲۱۳)
یواس‌اس سراپیس (آی‌ایکس-۲۱۳) (به انگلیسی: USS Serapis (IX-213)) یک کشتی بود که طول آن ۴۵۰ فوت (۱۴۰ متر) بود. این کشتی در سال ۱۹۲۱ ساخته شد.